# Радобоља
Радобоља је ријека у Босни и Херцеговини дуга 5 km. Ријека извире испод брда Микуљача у Илићима. Протиче кроз Мостар и улива се у Неретву код Старог моста.